# تترابرمید تلوریم
تترابرمید تلوریم (به انگلیسی: Tellurium tetrabromide) با فرمول شیمیایی TeBr۴ یک ترکیب شیمیایی با شناسه پاب‌کم ۸۲۳۱۱ است. که جرم مولی آن ۴۴۷٫۲۲ g/mol می‌باشد. شکل ظاهری این ترکیب، پودر خاکستری است.